# Carbinea longiscapa
Espèce
Carbinea longiscapa est une espèce d'araignées aranéomorphes de la famille des Stiphidiidae.

## Distribution
Cette espèce est endémique du Queensland en Australie. Elle se rencontre dans le Carbine Tableland.

## Description
La carapace de la femelle holotype mesure 1,8 mm de long sur 1,3 mm de large, son abdomen 2,0 mm de long. La carapace du mâle paratype mesure 1,8 mm de long sur 1,3 mm de large, son abdomen 1,9 mm de long.

## Publication originale
- Davies, 1999 : Carbinea, a new spider genus from north Queensland, Australia (Araneae, Amaurobioidea, Kababininae). Journal of Arachnology, vol. 27, p. 25-36 (texte intégral).